# Neoman Bus

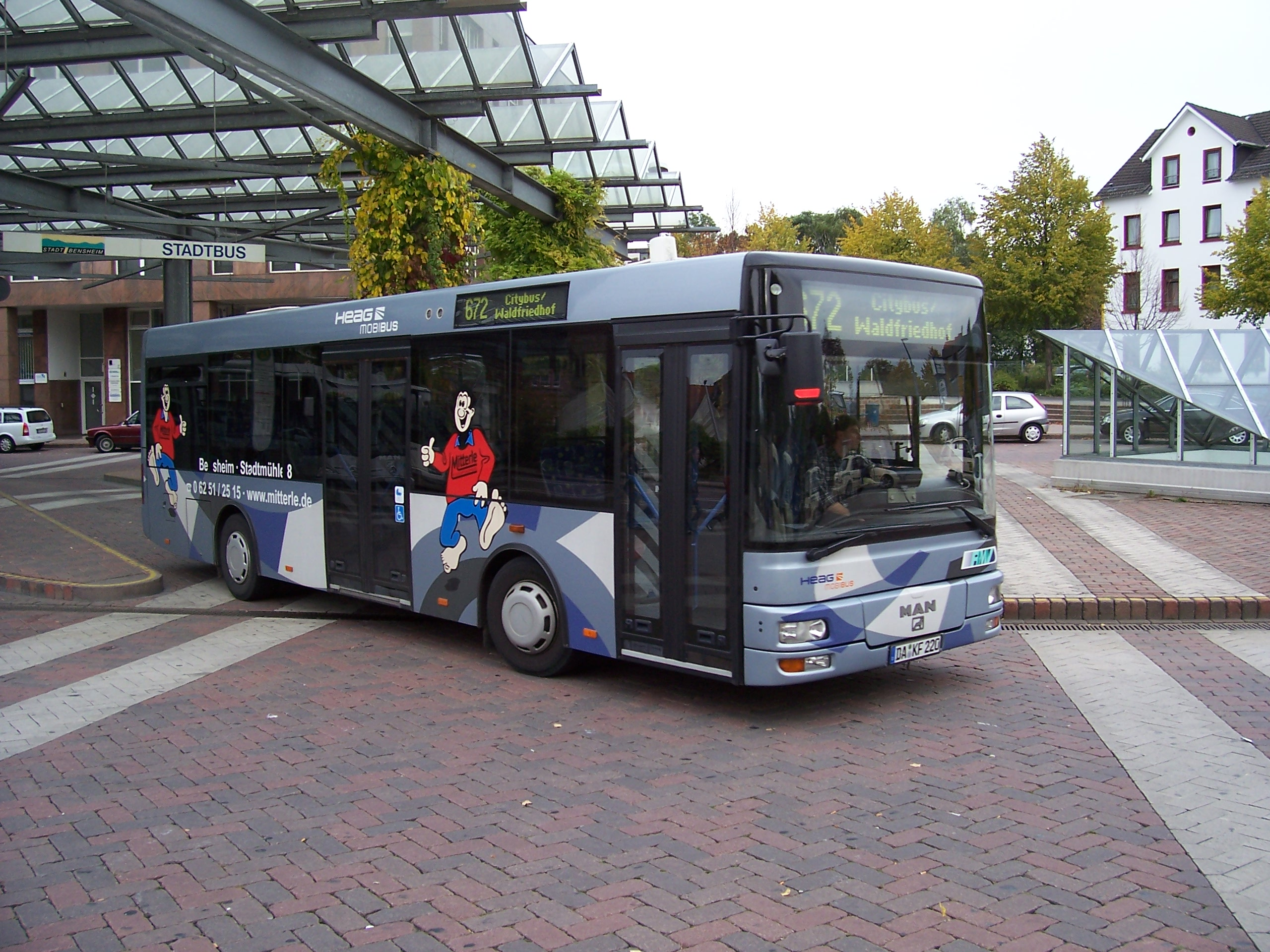
MAN NM 223

Neoman Bus GmbH, відомий як Neoman Bus Group — колишній виробник автобусів, тролейбусів у Німеччині, створений шляхом поглинання Neoplan Bus GmbH компанією MAN Nutzfahrzeuge AG у 2001 році. Хоча материнська компанія виготовляла також вантажівки та інші транспортні засоби, Neoman зосередився виключно на виробництві автобусів. Тролейбуси, побудовані компанією Neoman на заводі у Пільстінгу, продавалися під маркою Neoplan.
Материнська компанія MAN Nutzfahrzeuge згодом почала позиціонувати Neoman як свій підрозділ із виготовлення автобусів. 1 лютого 2008 року назва Neoman перестала існувати, діяльність заводу продовжувалася під марками Neoplan та MAN.
Колишній завод Неоплан у Пільстінгу перейшов у власність Viseon Bus GmbH у квітні 2009 року.